# Aardlapalu
Aardlapalu ([`aardla‿palu]) – wieś w Estonii, w prowincji Tartu, w gminie Kastre.

## Etymologia
Nazwa miejscowości pochodzi od nazwy naturalnej, która składa się z nazwy wsi Aardla i słowa palu oznaczającego „suchy piaszczysty las iglasty”. Na latach 20. XX wieku wieś nazywała się Aardla-Palu.

## Geografia
Przez wieś przebiega autostrada 22140 (Tõrvandi-Roiu-Uniküla).

## Historia
Wieś została założona w latach 80. XIX wieku, jako wioska serwująca lody. W latach 1977-1997 była oficjalnie częścią wsi Aardla. Przed reformą estońskiej administracji samorządu lokalnego w 2017 roku wieś Aardlapalu należała do gminy Haaslava.

## Demografia
Według spisu ludności z 2011 roku w Aardlapalu mieszkało 100 mieszkańców, z czego 93 (93,0%) stanowili Estończycy. Według spisu ludności z 2021 roku w Aardlapalu mieszkało 75 mieszkańców, z czego 69 (92,0%) stanowili Estończycy.